# 強迫性障害の生物学
強迫性障害(obsessive-compulsive disorder、OCD)の生物学は、強迫性障害のメカニズムに関する生物学に基づく理論を扱う。認知モデルは一般に実行機能不全または調節制御の範疇に属する。神経解剖学的には機能的および構造的ニューロイメージング研究は前頭前皮質(PFC)、大脳基底核(BG)、島皮質および後帯状皮質(PCC)を関係づけており遺伝的および神経化学的研究はグルタミン酸およびモノアミン神経伝達物質を関係づけている。 

## 神経解剖学

### モデル
皮質-大脳基底核-視床-皮質ループ(CBGTC)モデルは眼窩前頭皮質(OFC)および前帯状皮質(ACC)に関連した大脳基底核ループがOCDに関係しているというニューロイメージング研究の観察結果に基づいているが、体積および機能変化の方向性は一致しない。神経精神障害に続発するOCDからの因果的証拠はCBGTCモデルを支持する。強迫観念は通常暗黙的に処理される情報をゲート処理するための回路の障害から発生し背外側前頭前皮質(dlPFC)や海馬などの明示的な処理システムでの表現につながることで強迫観念が生じる可能性がある。 
OCDにおける異常な影響はOFC、腹側線条体および扁桃体の機能障害から生じると仮定されてきた。OCDの特徴として高レベルの不安、大うつ病性障害の高い併発率、および報酬に対する反応の鈍化がある。これは正の刺激に対する扁桃体および腹側線条体の反応の低下および恐ろしい刺激に対する扁桃体の反応の上昇によって反映される。さらに、側坐核の脳深部刺激はOCDの効果的な治療法であり、症状の改善はドーパミン受容体の結合減少と相関している。放射性リガンドトレーサーが内因性ドーパミンによって置換される能力による結合減少は大脳基底核のドーパミン放出の増加を反映していると考えられる。鈍い報酬による情動調節障害および高い恐怖感度は、回避行動に過度の動機的セイリアンス(顕著性)を割り当てることによって強迫行動を促進する可能性がある。 
腹側線条体は行動選択において重要であり、そして刺激関連性の結果のための価値の様々な局面を知らせる内側OFCからの入力を受け取る。特定の行動に異常な値を割り当てることによって、OFCは腹側線条体の行動選択を調節することを通して強迫行動につながる可能性がある。 OFCには容積の減少、安静時の活動の増加および認知作業中の活動の減少など多くの異常が見られた。安静時と認知時のパラダイムの違いは、シグナル対ノイズ比の増加、異常な評価のメカニズムが原因の可能性がある。OFC-線条体接続も症状の重症度を予測するが、一部研究ではその反対の事もわかっている。 
刺激や課題の異常評価に加えて、過剰な不安につながるエラーモニタリングの機能障害によって強迫行動が引き起こされる可能性がある。 
OCDはまた、反応抑制の機能障害と恐怖消去から生じるものとして概念化されてきた。安静時に全体としてのOFCの活動亢進がOCDにおいて観察される一方で、外側OFCの活動亢進およびmOFCの活動低下が見られる。これは恐怖/回避行動のlOFCへの局在化およびmOFCへの情動調節と一致している。モニタリング作業中のdACCの活動亢進はlOFCおよび扁桃体の活動亢進と共にすべて強迫観念を生み出すのに寄与している可能性があり、mOFCによる調節の低下はそれらを可能にし得る。 
習慣への過度の依存を報告する一部研究でも明らかなように、あるモデルは強迫観念は強迫行動を促進するのではなく、むしろ強迫行動の副産物であることを示唆している。機能不全の習慣に基づく学習は、海馬活動の増加を報告する記憶のニューロイメージング研究の背後にある要因となり得る。通常は暗黙的に処理される情報の意識的な処理が強迫観念の根本的な原因の可能性がある。 

### 機能的ニューロイメージング
機能的ニューロイメージング研究はOCDにおける複数の領域を示唆している。症状の誘発は両側眼窩前頭皮質(OFC)、右前側 PFC、左背外側前頭前皮質(dlPFC)、両側前帯状回皮質(ACC)、左楔前部、右前運動皮質、左上側頭回(STG)、両側外淡蒼球、左海馬、右島、左尾状、右後帯状皮質(PCC)および右上頭頂小葉の活性化の可能性の増加と関係する。眼窩前頭皮質の内側部分は島皮質、帯状回、扁桃体及び視床下部を含む傍辺縁系-大脳辺縁系と接続する。この領域は与えられた行動を受けて起こり得る正と負の結果の予測に用いられる期待される結果の価値の表現の符号化に関与している[8]。情動的課題の間にセイリアンス、覚醒および習慣に関与する領域であるACC、島皮質、尾状の頂部および被殻において活動亢進が観察されている。情動課題中の活動低下は 内側前頭前皮質(mPFC)および尾状後部で観察され、これらは行動と認知制御に関与している。非情動的な作業中に淡蒼球、腹側前部視床および後部尾状回において活動低下が観察されている間、楔前部とPCCにおいて活動亢進が観察されている。より古いメタアナリシスは、OFCとACCで過活動を発見した。さまざまな機能的ニューローイメージングパラダイムのALEメタ分析はGo/no go、干渉およびタスク切り替えパラダイム中にさまざまな異常を観察した。右の被殻および小脳における活性化可能性の減少がGo/No Goの間に報告された。干渉課題の間に活性化の可能性が左上前頭回、右中心前回および左帯状回で減少し、右尾状回で増加すると報告された。タスク切り替えは、中央、内側、下側、上前頭回、尾状、帯状回および楔前部における活性化可能性の広範な減少と関連していた。 別のALEメタアナリシスは、眼窩前頭、線条体、外側前頭、前帯状、中後頭および頭頂部、ならびに小脳領域に一貫した異常を見出した。 

### 構造神経イメージング
灰白質、白質および構造的結合性の違いがOCDで観察されている。あるメタアナリシスは、レンズ核の両側で灰白質が増加し、ACCとmPFCで灰白質が減少することを報告した。 別のメタアナリシスは、全球容積は減少していないが左ACCおよびOFCは容積の減少を示した一方で、基底核ではなく視床は容積の増加を示したと報告した。ALEメタ分析では左中心後回、中前頭回、被殻、視床、左ACCおよび山頂(Culmen)で灰白質の増加が見られたが、右側頭回および左島で灰白質の減少が報告された。 
白質量と拡散率の重複異常が報告されている。白質量の増加および異方性比率(FA)の減少が前正中線路で観察されており、これは交差の増加を示すと解釈される。しかし、これらの影響が投薬治療を受けた成人で最も顕著であったことを考えると薬が役割を果たす可能性がある。ALEメタアナリシスでは上縦束と脳梁でのFAの増加と下縦束と帯状束繊維でのFAの減少を観察した。 

## 神経化学
興奮性神経伝達物質のグルタミン酸はOCDに関与している。MRS研究ではグルタミン酸、グルタミンおよびGABAの指標である線条体のGlx(グルタミン・グルタミン酸)の減少を観察した。Glxの増加はACCでも報告されている。さらに、脳脊髄液(CSF)グルタミン酸およびグリシンの増加が発見されている。様々な前臨床モデルがOCDにおけるグルタミン酸シグナル伝達機能障害を支持しており、そしてリルゾールのようなグルタミン作動薬による治療が有効であると報告されている 。 
ドーパミントランスポーター(DAT)結合の増加および減少の両方の報告とともに、ドーパミンD1受容体(D1)およびドーパミンD2受容体(D2)の減少がOCD患者の線条体において報告されている。  抗精神病薬は難治性OCDの治療に使用されることがあるが、治療失敗やOCD症状の悪化が頻発する。さらに精神刺激薬は時々OCDの治療に用いられる。深部脳刺激による治療はOCDに有効であり、反応は側坐核におけるドーパミンの増加と相関する。このエビデンスを組み合わせると、OCDはドーパミンシグナル伝達の増加と減少の両方に関連している可能性があること、または単方向モデルでは不十分である可能性があることが示唆されている。 
薬物投与試験は5-HT2Aおよび5-HT2AをOCDに関連付けている。5- HT2cを優先する非選択的セロトニン(5-HT)放出・受容体作動薬メタ - クロロフェニルピペラジン(mCPP)の投与は、OCD症状を悪化させることが報告されている。シロシビン、5-HT2C、5-HT2Aおよび5-HT1A受容体作動薬は、OCD症状の急速な改善と関連している。In vivoのニューロイメージングは、5-HT2Aおよびセロトニントランスポーター(5-HTT)に異常を見いだした。5-HT2Aでは矛盾する結合能が観察されており、減少と増加の両方で結合能が報告されている。5-HTTに関しても増加、減少、無変化と矛盾する結果が報告されている。

## エストロゲンとOCD
アロマターゼはいくつかの性殖腺組織部位で発現する酵素であり、それはアンドロゲンからエストロゲンへの変換における律速段階である。この変換は脳領域のエストロゲンレベルに大きな影響を与え得る。これらのOCD関連効果はアンドロゲンをエストロゲンに変換するための機能酵素を欠いている「アロマターゼノックアウトマウス」(ArKO)によって実証されている。このArKOノックアウトの手法は通常より低量のエストロゲンの生理的影響を調べるためのモデルを提供した。 
ArKOマウスを用いた研究はさまざまなレベルのエストロゲンが強迫性障害 (OCD)行動の発症に影響を及ぼすことを示すために行われてきた。低量のエストロゲンは女性より男性のOCD行動の増加と関連する。 
エストロゲンの変動は女性のOCD症状のレベルの増加にもつながり得る。この疾患自体は女性では遅発性であり、2つの異なる発症ピークを示す傾向がある。最初のピークは思春期前後で2番目のピークは出産適齢期前後に訪れる。これらのピークは女性のエストロゲンレベルが最も高い期間と相関している。